# Боаси ла Ривјер
Боаси ла Ривјер (фр. Boissy-la-Rivière) насеље је и општина у Француској у региону Париски регион, у департману Есон која припада префектури Етан.
По подацима из 2011. године у општини је живело 559 становника, а густина насељености је износила 44,83 становника/km². Општина се простире на површини од 12,47 km². Налази се на средњој надморској висини од 82 метара (максималној 147 m, а минималној 70 m).

## Демографија
| 1962. | 1968. | 1975. | 1982. | 1990. | 1999. | 2011. |
| ----- | ----- | ----- | ----- | ----- | ----- | ----- |
| 217   | 238   | 297   | 353   | 412   | 455   | 559   |

График промене броја становника у току последњих година